# Воронівський заказник

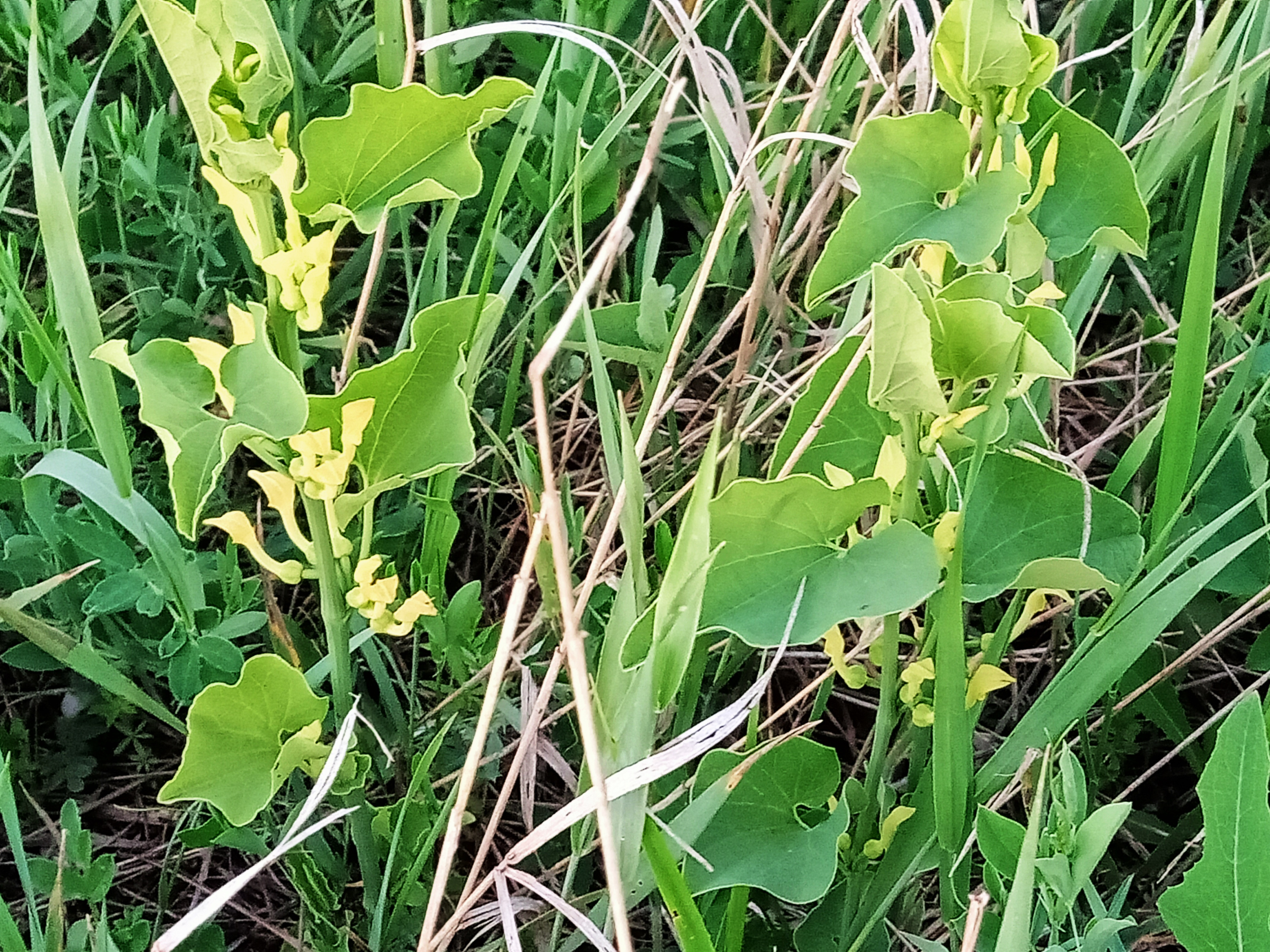

Вороні́вський — ландшафтний заказник місцевого значення. До заказника належить долина річки Вороної (ліва притока Вовчої) та декілька її балок-приток. Заказник зі сходу межує з Донецькою областю.
У річковій долині збереглися цінні ділянки цілинних степів.
Площа заказника — 664,4 га, створений у 2010 році.